# Natasha Gregson Wagner
Natasha Gregson Wagner (nacida el 29 de septiembre de 1970) es una actriz estadounidense, hija de la también actriz Natalie Wood y del productor Richard Gregson. Creció con Robert Wagner tras el divorcio de sus padres y la muerte de su madre. Es sobrina de la también actriz Lana Wood. Entre 1992 y 2011 ha intervenido en películas y en episodios de series televisivas como Cold Case, Medium, Los 4400, CSI: Crime Scene Investigation y House M.D.

## Biografía

### Comienzos

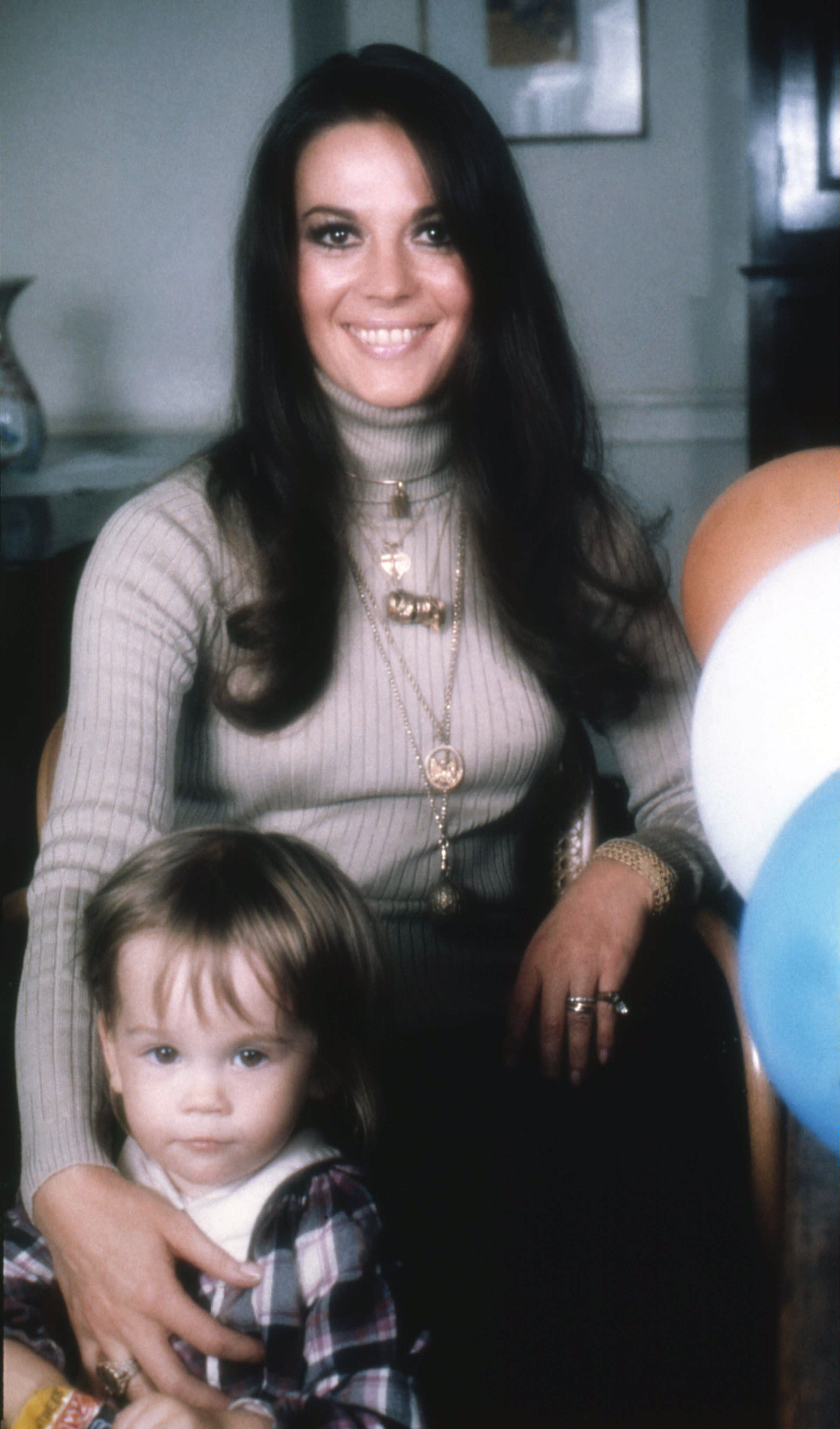
Gregson con su madre en 1973, por Allan Warren.

Natasha Gregson Wagner nació en Los Ángeles, siendo hija de la actriz estadounidense de ascendencia rusa Natalie Wood y del productor británico Richard Gregson. Sus padres se separaron cuando ella tenía diez meses y después se divorciaron. Su madre volvió a casarse con el actor Robert Wagner en 1972, y juntos tuvieron una hija, Courtney Wagner (nacida en 1974), medio hermana de Natasha. Su tía es Lana Wood y su tío Michael Craig, ambos también actores.
El 29 de noviembre de 1981, Natalie Wood murió ahogada cerca de Santa Catalina Island, California. Después de la muerte de su madre, Natasha y su medio hermana crecieron junto a Robert Wagner y la nueva pareja de este, Jill St. John.
Gregson Wagner estudió en Crossroads School en Santa Mónica, y después en Emerson College y University of Southern California, hasta comenzar su carrera de actriz en 1992.

### Carrera
El primer papel de Gregson Wagner fue el de Lisa en la película Fathers & Sons en 1992. Tuvo un pequeño papel en la versión cinematográfica de Buffy the Vampire Slayer. Siguiendo a esta película protagonizó varios telefilmes, incluyendo Modern Vampires, Hefner: Unauthorized y The Shaggy Dog. En 1995 protagonizó con su padre, Robert Wagner, uno de los telefilmes de Hart to Hart. En 1996 protagonizó junto a Jon Lovitz la comedia High School High. Interpretó a Lou en la película Two Girls and a Guy. Otro papel en el cine fue el de Michelle Mancini en Urban Legend (1998), apareciendo en la secuencia inicial en la gasolinera, ese mismo año intervino en un episodio de la serie Ally McBeal y en Another Day in Paradise con Vincent Kartheiser y Melanie Griffith.
En 2005 apareció como estrella invitada en las series Cold Case y Medium. En 2006 apareció en dos episodios de ER: "Bloodline" y "21 Guns". Desde 2005 hasta 2007 tuvo un papel recurrente en Los 4400 (The 4400) como April Skouris, la hermana de la agente de la NTAC Diana Skouris. En 2008 apareció en epidsodios de las series CSI: Crime Scene Investigation y House M.D.

### Vida personal
Gregson Wagner mantuvo una relación de siete años con Josh Evans, hijo de Ali MacGraw y Robert Evans. Estuvo casada con el guionista D. V. De Vincentis desde octubre de 2003 hasta enero de 2008.

Gregson Wagner contrajo matrimonio en 2015 con el actor Barry Watson, padre de su hija nacida el 5 de junio de 2012, Clover Clementyne Watson.

## Filmografía

### Cine
| Año  | Título                                  | Personaje          | Observaciones |
| ---- | --------------------------------------- | ------------------ | ------------- |
| 1992 | Fathers & Sons                          | Lisa               |               |
| 1992 | Dark Horse                              | Martha             |               |
| 1992 | Buffy the Vampire Slayer                | Cassandra          |               |
| 1994 | Inside the Goldmine                     | Camarera           |               |
| 1994 | Molly & Gina                            | Gina               |               |
| 1994 | S.F.W.                                  | Kristen            |               |
| 1995 | Quiet Days in Hollywood                 | Kathy              |               |
| 1995 | Mind Ripper                             | Wendy              |               |
| 1996 | The Method                              | Kelly              |               |
| 1996 | High School High                        | Julie Rubels       |               |
| 1996 | Dogtown                                 | Sara Ruth          |               |
| 1997 | Lost Highway                            | Sheila             |               |
| 1997 | First Love, Last Rites                  | Sissel             |               |
| 1997 | Glam                                    | Vanessa Mason      |               |
| 1998 | Another Day in Paradise                 | Rosie              |               |
| 1998 | Urban Legend                            | Michelle Mancini   |               |
| 1999 | Play It to the Bone                     | Ringside Fan       |               |
| 1999 | Un chico para dos (Two Girls and a Guy) | Lou                |               |
| 2000 | Stranger Than Fiction                   | Violet Madison     |               |
| 2000 | Alta fidelidad (High Fidelity)          | Caroline Fortis    |               |
| 2001 | The Medicine Show                       | Lynn Piegi         |               |
| 2002 | The Gray in Between                     | Julie              |               |
| 2002 | Vampires: Los Muertos                   | Zoey               |               |
| 2003 | Wishing Time                            | Maggie             | Cortometraje  |
| 2003 | Wonderland                              | Barbara Richardson |               |
| 2003 | Sol Goode                               | Brenda             |               |
| 2004 | How Did It Feel?                        | Maggie             |               |
| 2010 | A Kiss and a Promise                    | Samantha Beck      |               |
| 2011 | Deep Blue Breath                        | La madre           | Cortometraje  |

### Televisión
| Año       | Título                            | Personaje           | Observaciones                                   |
| --------- | --------------------------------- | ------------------- | ----------------------------------------------- |
| 1993      | Tainted Blood                     | Lissa Drew          | Telefilme                                       |
| 1993      | The Substitute                    | Jenny               | Telefilme                                       |
| 1994      | Birdland                          | Angie               | Episodio: "1.1"                                 |
| 1994      | Dragstrip Girl                    | Laura Bickford      | Telefilme                                       |
| 1994      | The Shaggy Dog                    | Allison             | Telefilme                                       |
| 1995      | Crosstown Traffic                 |                     | Telefilme                                       |
| 1995      | Hart to Hart: Secrets of the Hart | Tibby               | Telefilme                                       |
| 1997      | The Player                        |                     | Telefilme                                       |
| 1998      | Modern Vampires                   | Nico                | Telefilme                                       |
| 1998      | Ally McBeal                       | Hannah Puck         | Episodio: "Story of Love"                       |
| 1999      | Chicago Hope                      | Dra. Sally Gates    | Episodio: "Curing Cancer"                       |
| 1999      | Hefner: Unauthorized              | Bobbie Arnstein     | Telefilme                                       |
| 2001-2002 | Pasadena                          | Beth Greeley        | 13 episodios                                    |
| 2002      | Zero Effect                       |                     | Telefilme                                       |
| 2002      | Night Visions                     | Sydney              | Episodio: "Switch"                              |
| 2004      | Angel in the Family               | Beth                | Telefilme                                       |
| 2005      | Medium                            | Beverly Waller      | Episodio: "Time Out of Mind"                    |
| 2005      | Cold Case                         | Carmen              | Episodio: "Committed"                           |
| 2005-2006 | The 4400                          | April Skouris       | 8 episodios                                     |
| 2006      | The Accidental Witness            | Christine Sternwald | Telefilme                                       |
| 2006      | ER                                | Mary Warner         | Episodio: "21 Guns" Episode: "Bloodline"        |
| 2007      | The 4400                          | April Skouris       | Episodio: "The Truth and Nothing But the Truth" |
| 2007      | State of Mind                     | Sonoma              | Episodio: "Snow Melts"                          |
| 2008      | Skip Tracer                       | Dolly Colbert       | Telefilme                                       |
| 2008      | CSI: Crime Scene Investigation    | Cody Cook           | Episodio: "Grissom's Divine Comedy"             |
| 2008      | House                             | Sandra              | Episodio: "Last Resort"                         |
| 2010      | The Closer                        | Cherie Walker       | Episodio: "The Big Bang"                        |